# Arrondissement de Lesparre-Médoc
L'arrondissement de Lesparre-Médoc est une division administrative française, située dans le département de la Gironde, en région Nouvelle-Aquitaine.

## Composition

### Composition avant 2006

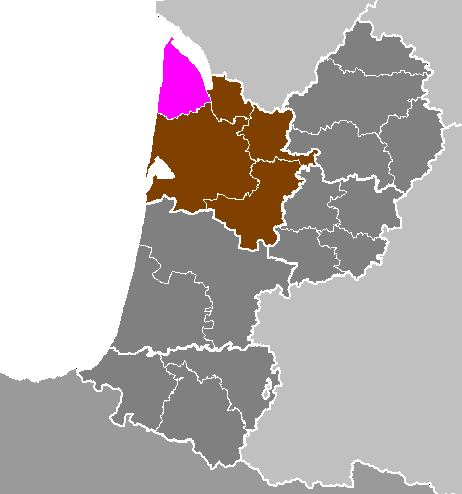
Localisation en Aquitaine de l'arrondissement de Lesparre-Médoc avant le 1 mai 2006.

L'arrondissement de Lesparre-Médoc comptait, avant le 1er mai 2006, quatre cantons :
- canton de Lesparre-Médoc ;
- canton de Pauillac ;
- canton de Saint-Laurent-Médoc ;
- canton de Saint-Vivien-de-Médoc.

### Composition de 2006 à 2015
Depuis le 1er mai 2006, l'arrondissement est composé de cinq cantons représentant 49 communes : 
- canton de Castelnau-de-Médoc[1] ;
- canton de Lesparre-Médoc ;
- canton de Pauillac ;
- canton de Saint-Laurent-Médoc ;
- canton de Saint-Vivien-de-Médoc.

### Découpage communal depuis 2015
Depuis 2015, le nombre de communes des arrondissements varie chaque année soit du fait du redécoupage cantonal de 2014 qui a conduit à l'ajustement de périmètres de certains arrondissements, soit à la suite de la création de communes nouvelles. Le nombre de communes de l'arrondissement de Lesparre-Médoc est ainsi de 51 en 2015 et 2016, 50 de 2017 à 2019.
Au 1er janvier 2024, l'arrondissement groupe les 49 communes suivantes :
1. Arcins
2. Arsac
3. Avensan
4. Bégadan
5. Blaignan-Prignac
6. Brach
7. Carcans
8. Castelnau-de-Médoc
9. Cissac-Médoc
10. Civrac-en-Médoc
11. Couquèques
12. Cussac-Fort-Médoc
13. Gaillan-en-Médoc
14. Grayan-et-l'Hôpital
15. Hourtin
16. Jau-Dignac-et-Loirac
17. Labarde
18. Lacanau
19. Lamarque
20. Lesparre-Médoc
21. Listrac-Médoc
22. Margaux-Cantenac
23. Moulis-en-Médoc
24. Naujac-sur-Mer
25. Ordonnac
26. Pauillac
27. Le Porge
28. Queyrac
29. Saint-Christoly-Médoc
30. Saint-Estèphe
31. Saint-Germain-d'Esteuil
32. Sainte-Hélène
33. Saint-Julien-Beychevelle
34. Saint-Laurent-Médoc
35. Saint-Sauveur
36. Saint-Seurin-de-Cadourne
37. Saint-Vivien-de-Médoc
38. Saint-Yzans-de-Médoc
39. Salaunes
40. Saumos
41. Soulac-sur-Mer
42. Soussans
43. Talais
44. Le Temple
45. Valeyrac
46. Vendays-Montalivet
47. Vensac
48. Le Verdon-sur-Mer
49. Vertheuil

## Démographie
En 2022, l'arrondissement comptait 95 101 habitants.
| 1954   | 1962   | 1968   | 1975   | 1982   | 1990   | 1999   | 2006   | 2011   |
| ------ | ------ | ------ | ------ | ------ | ------ | ------ | ------ | ------ |
| 53 144 | 52 163 | 53 843 | 56 481 | 61 955 | 66 676 | 68 985 | 76 480 | 83 741 |

| 2016   | 2021   | 2022   | - | - | - | - | - | - |
| ------ | ------ | ------ | - | - | - | - | - | - |
| 89 098 | 93 807 | 95 101 | - | - | - | - | - | - |

### Remarque
Le tableau et le graphique ci-dessus reflètent la démographie du canton dans le périmètre intégrant le canton de Castelnau-de-Médoc en 2006.

## Administration
| Période        | Période       | Identité                            | Fonction précédente                                       | Observation                                                                                |
| -------------- | ------------- | ----------------------------------- | --------------------------------------------------------- | ------------------------------------------------------------------------------------------ |
| 1800           |               | Moulincq                            |                                                           |                                                                                            |
| 1800           |               | Jean-Marie Pelauque-Béraut          |                                                           |                                                                                            |
| 1802           |               | Augustin Duclaux                    |                                                           |                                                                                            |
| 1804           | 1814          | Jean-Baptiste Cavaignac de Lalande. |                                                           | Sous-préfet de l’arrondissement de Lesparre. Nommé le 2 thermidor an XII (21 juillet 1804) |
| 1814           |               | Pierre de Gères de Camarsac         |                                                           |                                                                                            |
| 1819           | 1830          | Jean-Baptiste Cavaignac de Lalande. |                                                           | Nommé pour la deuxième fois sous-préfet de l’arrondissement de Lesparre, le 26 mai 1819.   |
| 1830           |               | Bernard Baguenard                   |                                                           |                                                                                            |
| ...            |               |                                     |                                                           |                                                                                            |
| octobre 2007   | février 2011  | Olivier Delcayrou                   | Directeur adjoint à la DDAF des Pyrénées-Orientales       | Ingénieur des travaux agricoles de Bordeaux                                                |
| mars 2011      | décembre 2013 | Marilyne Gardner                    |                                                           |                                                                                            |
| février 2014   | avril 2016    | Valérie Commin                      |                                                           |                                                                                            |
| octobre 2016   | 26 juin 2018  | Claude Gobin                        |                                                           |                                                                                            |
| 3 août 2018    | 21 avril 2021 | Jean-Philippe Dargent               |                                                           |                                                                                            |
| 3 juillet 2020 | 19 mars 2022  | Lionel Lagarde                      | Directeur de cabinet du préfet de la Charente             |                                                                                            |
| 2 avril 2022   | En cours      | Fabrice Thibier                     | Chef de cabinet de la ministre de la mer, Annick Girardin |                                                                                            |